# Фенайш-да-Луш
Фенайш-да-Луш (порт. Fenais da Luz)  —  район (фрегезия) в Португалии,  входит в округ Азорские острова. Расположен на острове Сан-Мигел. Является составной частью муниципалитета  Понта-Делгада. Население составляет 1895 человек на 2001 год. Занимает площадь 7,67 км².
Покровителем района считается Дева Мария (порт. Nossa Senhora da Luz). 